# Ocet kokosowy
Ocet kokosowy - nektar zbierany z nacinanych łodyg drzewa palmowego, który następnie jest poddawany procesowi fermentacji przez około 60 dni. Bogaty w wiele witamin i minerałów, zawiera również przeciwutleniacze. Ocet kokosowy jest najbardziej znany na Filipinach, ale spotyka się go również w innych krajach azjatyckich.

## Zastosowanie
Ocet kokosowy nadaje się do sałatek, zup oraz dipów. Może również służyć jako substytut zwykłego octu.